# 1979-es magyar férfi vízilabda-bajnokság (másodosztály)
Az 1979-es magyar férfi másodosztályú vízilabda-bajnokságban tizenkét csapat indult el, a csapatok két kört játszottak.

## OB II/A Tabella
| #   | Csapat                | M  | Gy | D  | V  | G+  | G-  | P  | Megjegyzés     |
| --- | --------------------- | -- | -- | -- | -- | --- | --- | -- | -------------- |
| 1.  | HITEKA SK             | 22 | 20 | 1  | 1  | 137 | 76  | 40 | 1 pont levonva |
| 2.  | Eger SE               | 22 | 19 | 2  | 1  | 197 | 82  | 40 |                |
| 3.  | Hódmezővásárhelyi VSE | 22 | 13 | 4  | 5  | 133 | 106 | 30 |                |
| 4.  | Tipográfia TE         | 22 | 8  | 8  | 6  | 138 | 132 | 24 |                |
| 5.  | KSI                   | 22 | 10 | 3  | 9  | 120 | 119 | 23 |                |
| 6.  | Bánki Donát FSE       | 22 | 8  | 5  | 9  | 93  | 103 | 19 | 2 pont levonva |
| 7.  | Miskolci VSC          | 22 | 5  | 8  | 9  | 105 | 125 | 18 |                |
| 8.  | Csatornázási Művek SK | 22 | 2  | 10 | 10 | 104 | 128 | 14 |                |
| 9.  | Ceglédi VSE           | 22 | 5  | 4  | 13 | 126 | 150 | 14 |                |
| 10. | MAFC                  | 22 | 4  | 5  | 13 | 93  | 135 | 13 |                |
| 11. | Elektromos SE         | 22 | 3  | 7  | 12 | 83  | 118 | 13 |                |
| 12. | Kecskeméti SC         | 22 | 5  | 3  | 14 | 101 | 156 | 13 |                |

* M: Mérkőzés Gy: Győzelem D: Döntetlen V: Vereség G+: Dobott gól G-: Kapott gól P: Pont
HITEKA SK (volt Vasas HTG) játékosai: Gál Tamás; Lázár Miklós; Tamás Róbert; dr.Fonó Péter; Füri Gábor; dr. Szellő Tamás; Vajda László; Békeffi Iván; Árki Zoltán; Varga András; Pázmányi Gábor; Győre Lajos;
Edző: Brandi Jenő

## OB II/B
Bajnokság végeredménye: 1.Debreceni Dózsa;  2.Pécsi MSC; 3.Külker SC; 4.Siketek SC; 5.Békéscsaba; 6.Vízügy SC; 7.Kaposvári Rákóczi